# Potencial de velocidad
Un potencial de velocidad es un potencial escalar utilizado en la teoría del flujo potencial. Fue introducido por Joseph-Louis Lagrange en 1788.
Se utiliza en mecánica de medios continuos, cuando un continuo ocupa una región simplemente conexa y es  irrotacional. En tal caso,
{\displaystyle \nabla \times \mathbf {u} =0\,,}
donde u denota la velocidad de flujo. Como resultado, u puede representarse como el gradiente de una función escalar Φ:
{\displaystyle \mathbf {u} =\nabla \Phi \ ={\frac {\partial \Phi }{\partial x}}\mathbf {i} +{\frac {\partial \Phi }{\partial y}}\mathbf {j} +{\frac {\partial \Phi }{\partial z}}\mathbf {k} \,.}
Φ se conoce como un potencial de velocidad para u.
Un potencial de velocidad no es único. Si Φ es un potencial de velocidad, entonces Φ + a(t) es también un potencial de velocidad para u, donde a(t) es una función escalar del tiempo y puede ser constante.  En otras palabras, los potenciales de velocidad son únicos hasta una constante, o una función únicamente de la variable temporal.
El Laplaciano de un potencial de velocidad es igual a la divergencia del flujo correspondiente. Por lo tanto, si un potencial de velocidad satisface la ecuación de Laplace, el flujo es incompresible.
A diferencia de una función de flujo, un potencial de velocidad puede existir en un flujo tridimensional.

## Utilización en acústica
En acústica teórica, a menudo es deseable trabajar con la ecuación de la onda acústica del potencial de velocidad Φ en lugar de la presión p y/o velocidad de la partícula. u. 
{\displaystyle \nabla ^{2}\Phi -{\frac {1}{c^{2}}}{\frac {\partial ^{2}\Phi }{\partial t^{2}}}=0}
Resolver la ecuación de onda para el campo p o para el campo u no proporciona necesariamente una respuesta sencilla para el otro campo. Por otro lado, cuando se resuelve Φ, no sólo se encuentra u como se ha dado anteriormente, sino que también se encuentra fácilmente p -a partir del ecuación de Bernoulli (linealizada) para flujo irrotacional e flujo inestable- como
{\displaystyle p=-\rho {\frac {\partial \Phi }{\partial t}}\,}